# Zwartka aponogetonolistna
Zwartka aponogetonolistna, z. apogetonowa, z. onowodkolistna (Cryptocoryne aponogetifolia) – gatunek rośliny z rodziny obrazkowatych. Występuje w naturze w Filipinach. Rośnie w głębokich wodach płynących, na stanowiskach od nasłonecznionych po zacienione.

## Morfologia
PokrójTęga roślina kłączowa. Kłącze osiąga do 1 cm średnicy. Wyrastają z niego rozłogi osiągające do 30 cm długości.
LiścieSkupione w rozetę, długoogonkowe, wstęgowate – osiągające do 1 m długości, z czego blaszka ma do 50 cm długości i 4 cm szerokości. Blaszka jest silnie pęcherzykowo karbowana.
KwiatyZebrane w kwiatostan typu kolbiastego pseudancjum z pochwą purpurową, skręconą. Wyrasta na szypule długości 4–9 cm i ma od 13 do 25 cm długości. Kwiaty męskie są liczne, drobne i kremowe. Kwiaty żeńskie w liczbie 6–8 wyrastają w okółku. Ich zalążnie są kremowe z czerwonawym znamieniem. W uprawie akwariowej kwitnienie jest rzadkie.

## Zastosowanie
Popularna roślina akwariowa zalecana do sadzenia w dużych zbiornikach (300 l i więcej), ponieważ ze względu na rozmiary najlepiej się w nich prezentuje i najlepiej rośnie. Zalecana jest do sadzenia pojedynczo lub w grupach z tyłu akwarium. W uprawie rośnie szybko i dobrze w przeciętnych warunkach świetlnych, przy temperaturze wody 20-28°C, pH 7,0-8,0, w wodzie średnio twardej i twardej. Preferuje wodę zasadową. Rozmnażana jest przez podział ukorzenionych rozłogów. 